# Symphonie no 2 d'Ives
Pour les articles homonymes, voir Symphonie no 2.
La symphonie no 2 composée par Charles Ives suit de peu d'années sa précédente symphonie, elle date environ de 1899 à 1902. C'est une des premières œuvres orchestrales où Ives fait délibérément emploi de citations de musiques populaires américaines, mélangées à des références à la musique classique européenne, notamment Brahms, Dvorak et, dans le dernier mouvement, une courte citation de la Marseillaise.
Elle est en cinq mouvements, durant environ 35 minutes et fut créée le 22 février 1951 par Leonard Bernstein à la tête du New York Philharmonic.

## Orchestration
Elle est écrite pour orchestre symphonique.
| Instrumentation de la deuxième symphonie                                                     |
| Cordes                                                                                       |
| premiers violons, seconds violons, altos, violoncelles, contrebasses                         |
| Bois                                                                                         |
| 1 piccolo, 2 flûtes dont une en option, 2 hautbois, 2 clarinettes, 2 bassons, 1 contrebasson |
| Cuivres                                                                                      |
| 4 cors, 2 trompettes, 3 trombones, 1 tuba                                                    |
| Percussions                                                                                  |
| timbales, caisse claire, Grosse caisse (dernier mouvement)                                   |

## Mouvements
Les mouvements sont :
1. Andante moderato
2. Allegro
3. Adagio cantabile
4. Lento maestoso
5. Allegro molto vivace